# 开伯尔

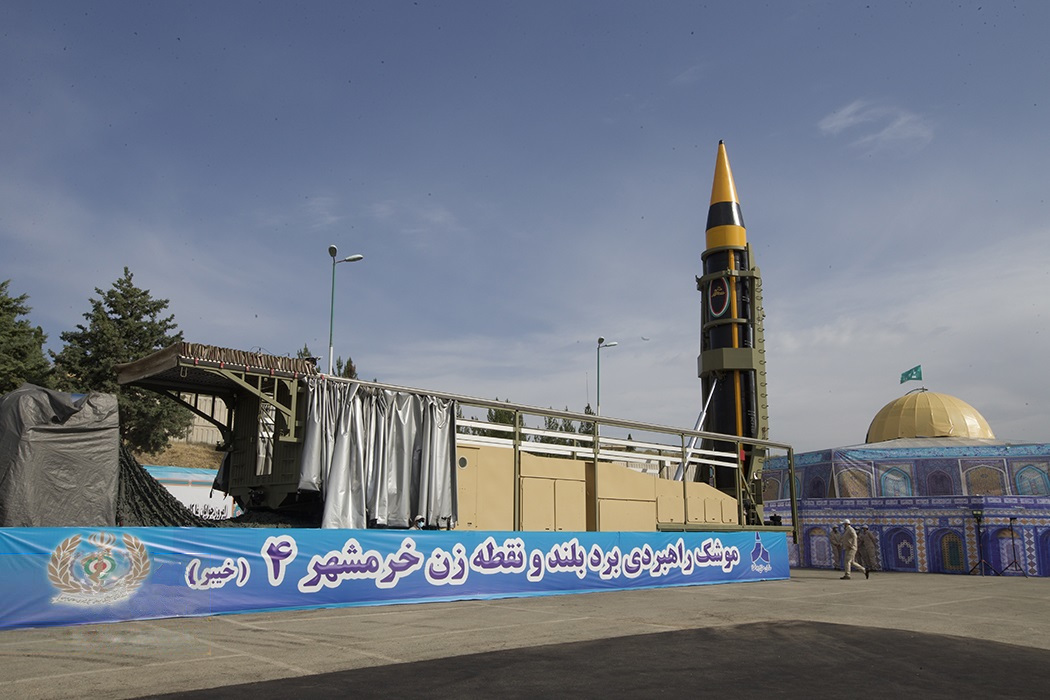
开伯尔

开伯尔 (波斯語：خیبر）又称霍拉姆沙赫尔-4， 是伊朗製造的中程弹道导弹，於2023年6月4日首度亮相。开伯尔射程为2,000 公里，可携带1,500公斤的弹头。 